# اوضاع خیلی خراب است
اوضاع خیلی خراب است: کتابی درباره امید (به انگلیسی: Everything Is F*cked: A Book About Hope) سومین کتاب مارک منسن وبلاگ نویس و نویسنده آمریکایی است که در سال ۲۰۱۹ منتشر شد. این کتاب از کتاب خودیاری قبلی منسون با نام «هنر رندانه به تخم گرفتن» پیروی می‌کند و پس از انتشار در فهرست کتاب‌های پرفروش نیویورک تایمز به رتبه اول دست یافت.

## فصول
- بخش اول: امید
- فصل اول: حقیقت ناخوشایند
- فصل دوم: خویشتن‌داری خیال خام است
- فصل سوم: قانون احساسات نیوتن
- فصل چهارم: چگونه رؤیاهاتان را به واقعیت تبدیل کنید؟
- فصل پنجم: امید به فنا رفته
- بخش دوم: اوضاع خیلی خراب است!
- فصل ششم: فرمول انسانیت
- فصل هفتم: رنج عنصر ثابت جهانی است
- فصل هشتم: اقتصاد احساسات